# Liste des maires d'Osasco
Cet article établit la liste des maires de la ville d'Osasco, dans l'état de São Paulo au Brésil.
| Période | Période  | Identité                | Étiquette                                     | Qualité   |
| ------- | -------- | ----------------------- | --------------------------------------------- | --------- |
| 1962    | 1967     | Hirant Sanazar          | MDB                                           |           |
| 1967    | 1970     | Guaçu Piteri            | MDB                                           |           |
| 1970    | 1973     | José Liberati           | MDB                                           |           |
| 1973    | 1977     | Francisco Rossi         | Arena                                         |           |
| 1977    | 1982     | Guaçu Piteri            | MDB                                           |           |
| 1983    | 1988     | Humberto Parro          | MDB                                           |           |
| 1989    | 1993     | Francisco Rossi         | PDT                                           |           |
| 1993    | 1996     | Celso Giglio            | PSDB                                          |           |
| 1997    | 2000     | Silas Bortolosso        | PFL                                           |           |
| 2001    | 2004     | Celso Giglio            | PSDB                                          |           |
| 2005    | 2012     | Emídio Pereira de Souza | PT                                            |           |
| 2013    | 2016     | Jorge Lapas             | PT (jusqu'en mars 2016) PDT (après mars 2016) | Ingénieur |
| 2016    | En cours | Rogério Lins            | PODE                                          |           |